# 格奥尔格·施托伦韦克
格奥尔格·施托伦韦克（德語：Georg Stollenwerk，1930年12月19日—2014年4月30日），德国男子足球运动员，场上位置是中场。他曾代表西德国家队参加1958年国际足联世界杯，结果队伍获得第四名。